# Gholam Ali
Gholam Ali (né le 3 septembre 1974) est un joueur de football international émirati, qui évoluait au poste de milieu de terrain.

## Biographie

### Carrière en sélection
Avec l'équipe des Émirats arabes unis, il joue 13 matchs en compétitions FIFA (pour un but inscrit). Il figure notamment dans le groupe des sélectionnés lors de la Coupe d'Asie des nations de 1996.
Il dispute également la Coupe des confédérations de 1997. Lors de cette compétition, il joue contre l'Urugay, l'Afrique du Sud et la République tchèque.
Il joue enfin la Coupe du monde des moins de 17 ans 1991 organisée en Italie.

## Palmarès
Émirats arabes unis
- Coupe d'Asie des nations :
  - Finaliste : 1996.